# ФК Иванча КШЕ

ФК Иванча КШЕ (мађ. Községi Sportegyesület Iváncsa), је мађарски фудбалски клуб. Седиште клуба је у Иванчи, Фејер, Мађарска. Боје клуба су црвена и бела. Тренутно се такмичи у НБ III.

## Историја
ФК Иванча се такмичила у НБ IIIу сезони 2017/18.

## Достигнућа
Првенство жупаније Фејер (први разред)
- Шампион: 2011/12, 2013/14, 2014/15.

Првенство жупаније Фејер (други разред)
- Шампион: 1999/00, 2002/03.